# Elvijs Misāns
Elvijs Misāns (8 de abril de 1989) es un deportista de Letonia que compite en atletismo. Ganó una medalla de oro en el Campeonato Europeo de Atletismo por Equipos de 2019, en la prueba de salto de longitud.